# 平井秀明
平井秀明（ひらい ひであき、1970年 - ）はクラシック音楽の指揮者、作曲家。

## 経歴
幼少よりチェロを父・平井丈一朗に、ピアノと作曲を祖父・平井康三郎に師事。米国ロチェスター大学政治学科卒業。イーストマン音楽学校、ピーボディ音楽院、ヤナーチェク音楽院の各学校で指揮法を学ぶ。これまでに指揮をD.エフロン、F.プラウスニッツ、O.トゥルフリーク、サー・コリン・デイヴィスに師事。
1992年、ワシントンD.C.にて若手演奏家からなるキャピタル交響楽団を結成して音楽監督に就任し、バージニア州オークニー・スプリングスにて国際音楽祭を主宰。1995年、チェコのカルロビ・ヴァリ響を指揮し、ヨーロッパデビュー。1997年第6回フラデッツ・クラーロベ国際指揮者コンクール（チェコ）で第1位となり、チェコ・ヴィルトゥオージ室内管弦楽団の首席指揮者となった。チェコでは、2000年にヤナーチェク・フィルの定期演奏会に出演している。
その後活動拠点を日本に移し、新日本フィルハーモニー交響楽団、日本フィル、東京フィル、東響、新星日響、東京シティ・フィル、東京ニューフィル管、東京ニューシティ管、京響、名フィル、神奈川フィル、関西フィル、札響、山形響、仙台フィルなどを指揮した。2002年6月、東京都主催「フレッシュ名曲コンサート～明日のクラシック界のスター達」に出演し、NHK交響楽団をはじめとする都内8つのプロ・オーケストラからなるオール・Tokyo・シンフォニー・オーケストラを指揮する。
活動拠点を日本に移した後も海外での客演をしており、2003年にはロンドン公演、「第12回ヤング・プラハ音楽祭」ファイナルコンサート（ドヴォルザーク・ホール）にも客演指揮した。2009年、チェコ・ヴィルトゥオージ室内管弦楽団とは共にプラハ公演を行い、2010年11月に首席客演指揮者に就任。2011年より、国立ブルノ歌劇場モーツァルト・ホールでの定期演奏会を指揮。

## オペラ
オペラ指揮者としても、「椿姫」、「蝶々夫人」、「ラ・ボエーム」、「カルメン」等を指揮、新国立劇場では小劇場公演「イタリアのモーツァルト」公演（歌劇「ポントの王、ミトリダーテ」、「ルーチョ・シッラ」／03年）でデビュー、引き続き「フィガロの結婚」（オペラ劇場／05年）、「セルセ」（小劇場／06年）を指揮。
2003年2月、自作オペラ｢かぐや姫｣の世界初演（めぐろパーシモンホール）では、「作曲・台本・指揮」の3役をこなし楽壇の注目を集め、その後日本各地で再演を重ねており、海外ではキャンベラ（オーストラリア／06年）、プラハの殿堂スメタナホール（チェコ／09年）で作曲者自身の指揮により上演された。2011年夏には、オーストリア・アニフ市より招聘され、「ザルツブルク音楽祭」開催中に、ザルツブルク、アニフでの両公演を行った。
2008年には「第23回国民文化祭・いばらき2008」より委嘱された新作オペラ「小町百年の恋」を自ら指揮。同作品は以後、牛久市公演、東京公演（2009年）、茨城県立県民文化センター（水戸市／2010年）、石岡市公演（2011年）など、各地で再演が続いている。